# Tommaso Barbieri
Tommaso Barbieri (sinh ngày 26 tháng 8 năm 2002) là một cầu thủ bóng đá chuyên nghiệp người Ý hiện đang thi đấu ở vị trí hậu vệ cánh phải cho câu lạc bộ Pisa tại Serie B, theo dạng cho mượn từ Juventus.

## Sự nghiệp thi đấu

### Juventus
Ngày 11 tháng 9 năm 2020, Barbieri gia nhập U-23 Juventus tại Serie C, đội dự bị của câu lạc bộ Juventus bằng bản hợp đồng kéo dài 5 năm. Ngày 28 tháng 9 năm 2020, Barbieri ra mắt cho U-23 Juventus trong chiến thắng 2–1 trước Pro Sesto.
Ngày 16 tháng 4 năm 2023, anh ra mắt đội 1 Juventus trong trận gặp Sassuolo tại Serie A.

#### Cho mượn tại Pisa
Vào ngày 20 tháng 7 năm 2023, Barbieri được cho mượn tại câu lạc bộ Pisa ở Serie B.

## Thống kê sự nghiệp
Tính đến 22 tháng 5 năm 2023
| Câu lạc bộ          | Mùa giải            | Giải đấu            | Giải đấu | Giải đấu | Coppa Italia | Coppa Italia | Khác | Khác | Tổng cộng | Tổng cộng |
| Câu lạc bộ          | Mùa giải            | Hạng                | Trận     | Bàn      | Trận         | Bàn          | Trận | Bàn  | Trận      | Bàn       |
| ------------------- | ------------------- | ------------------- | -------- | -------- | ------------ | ------------ | ---- | ---- | --------- | --------- |
| Novara              | 2019–20             | Serie C             | 13       | 1        | 1            | 0            | 4    | 0    | 18        | 1         |
| Juventus Next Gen   | 2020–21             | Serie C             | 15       | 0        | —            | —            | 0    | 0    | 15        | 0         |
| Juventus Next Gen   | 2021–22             | Serie C             | 26       | 0        | —            | —            | 4    | 0    | 30        | 0         |
| Juventus Next Gen   | 2022–23             | Serie C             | 19       | 0        | —            | —            | 5    | 0    | 24        | 0         |
| Juventus Next Gen   | Tổng cộng           | Tổng cộng           | 60       | 0        | 0            | 0            | 9    | 0    | 69        | 0         |
| Juventus            | 2022–23             | Serie A             | 3        | 0        | 0            | 0            | 1    | 0    | 4         | 0         |
| Tổng cộng sự nghiệp | Tổng cộng sự nghiệp | Tổng cộng sự nghiệp | 63       | 1        | 1            | 0            | 12   | 0    | 75        | 1         |

1. ↑  Ra sân tại trận play-offs thăng hạng Serie C
2. ↑  2 lần ra sân tại Coppa Italia Serie C, 2 lần ra sân tại tại trận play-offs thăng hạng Serie C
3. ↑  Ra sân tại Coppa Italia Serie C
4. ↑  Ra sân tại UEFA Champions League